# Aptychus
Aptychen (Sing. Aptychus) sind bilateralsymmetrische Fossilien, die meist isoliert, bisweilen aber in sehr engem Zusammenhang mit Resten von „modernen“ Ammoniten (Neoammonoidea) gefunden werden. Daher gelten sie als Körperteile dieser ausgestorbenen Kopffüßer. Sie tauchen im oberen Unterjura (Toarcium) relativ kurze Zeit nach den ersten Neoammonoideen im Fossilbericht auf und verschwinden zusammen mit allen Ammoniten an der Kreide-Paläogen-Grenze.

## Etymologie und Geschichte
Der Name „Aptychus“ wurde 1829 geprägt von dem seinerzeit noch relativ jungen, bedeutenden deutschen Paläontologen Hermann von Meyer. Er ist ein latinisiertes Kompositum aus Alpha privativum und dem griechischen Wort πτυχός ptychos, das so viel wie ‚Falter‘ bedeutet. Das Kompositum bedeutet demnach ‚Unfalter‘. Meyer wollte mit diesem Namen die zweiklappige Ausbildung dieser Fossilien zum Ausdruck bringen, die zwar an bestimmte wirbellose Tiere, insbesondere Muscheln, erinnert, aber von ihm als andersartig erkannt wurde.
Bereits deutlich vorher, im frühen 18. Jahrhundert, aber auch noch zu Beginn des 19. Jahrhunderts, waren Aptychen von verschiedenen Naturforschern tatsächlich als Muscheln unter Namen wie Tellinoides * (Scheuchzer) und Tellinites * (Schlotheim) beschrieben worden. Meyer (1829) ordnete „seine“ Aptychen einem eigenständigen, ausgestorbenen Zweig der Mollusken zu, räumte aber schon ein, dass von ihm gemachte Beobachtungen an Stücken aus dem Solnhofener Plattenkalk den alternativen Schluss zuließen, dass es sich bei den „Biscuit-förmigen“ Gebilden, die er als den Weichkörper des „Aptychentieres“ interpretierte, um quer angeschnittene Ammoniten handeln könnte. Andere zeitgenössische Autoren ** deuteten die Aptychen immerhin als Hartteile von Kopffüßern wenngleich nicht von Ammoniten. Wieder andere hielten sie für Schädelelemente von Knochenfischen und nannten sie daher „Ichthyosiagones“ (von ἰχθύς ichthys ‚Fisch‘ und σιαγών siagon ‚Kinnbacken‘).
Es war der Franzose Philippe Louis Voltz, der 1837 als erster öffentlich mit einer gewissen Überzeugung die Hypothese vertrat, dass Aptychen Körperteile von Ammoniten sind, und diese untermauerte, indem er unter anderem zeigte, dass bestimmte Aptychen-Arten nur mit bestimmten Ammonitenarten assoziiert sind und dass das Verhältnis der Größe eines Aptychus zur Größe des Ammoniten, mit dem er assoziiert ist, stets ungefähr gleich ist. Während sich in den folgenden Jahrzehnten diese Ansicht sowie auch die Bezeichnung „Aptychen“ allgemein durchsetzte, entbrannte eine Kontroverse darum, um welche Körperteile der Ammoniten es sich eigentlich handelt und welche Funktion sie erfüllten. So wurde besonders in den 1880er Jahren die Deutung als Schutzdeckel paarig angelegter Nidamentaldrüsen (Eischalendrüsen) in der Mantelhöhle in der Fachwelt intensiv diskutiert. Heute gelten sie allgemein als modifizierte Unterkiefer, doch über ihre genauen Funktionen herrscht nach wie vor keine Einigkeit (siehe unten).

## Merkmale, Nomenklatur und Funktion

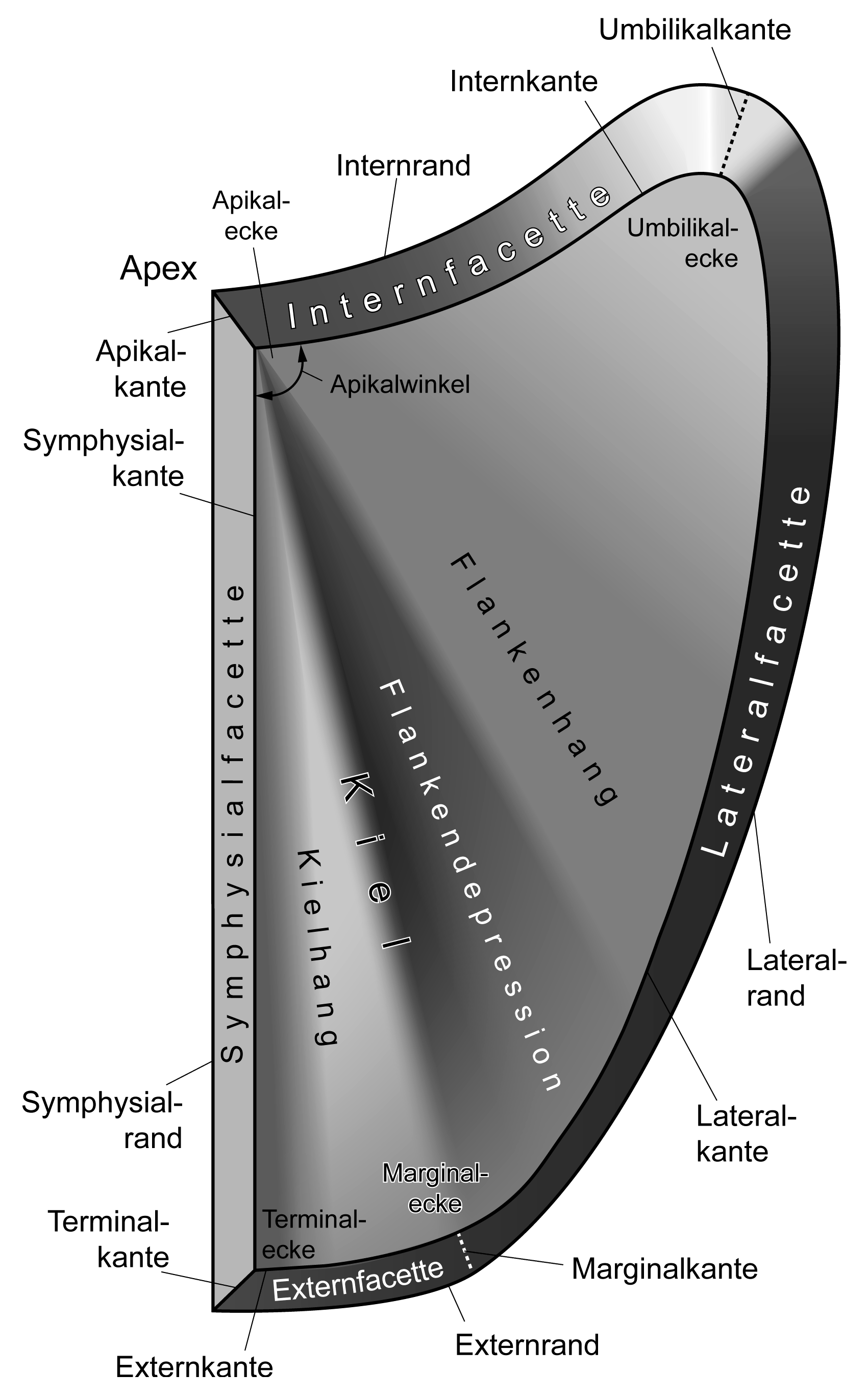
Schematische Darstellung einer Aptychenvalve mit Bezeichnung der Morphologieelemente

Sofern sie nicht durch taphonomische Prozesse voneinander getrennt werden, bilden Aptychen ein Paar gewölbter, annähernd ungleichschenklig-dreieckiger „Platten“ (Klappen, Valven), deren konkave Innenflächen glatt sind und deren konvexe Außenflächen je nach Abkunft divers skulpturiert sein können. Da die Valven eine gewisse Dicke haben, ergeben sich schmale Randflächen, die Facetten genannt werden. Im Hinblick auf die drei „Seiten“ eines Valvums wird jene Facette, an der die beiden Valven eines Aptychus aneinanderliegen, symphysiale † oder harmonische Facette genannt. Sie ist durch zwei scharfe „Knicks“, die Terminal- und die Apikalkante deutlich von den beiden benachbarten Facetten abgegrenzt. Die Apikalkante trennt die Symphysialfacette von der Internfacette. An letztere schließt sich nach einer relativ scharfen Biegung, der Umbonal- oder Umbilikalkante, die Lateralfacette an, auf die nach einer schwachen Biegung, der Marginalkante, die Externfacette folgt, die von der Symphysialfacette durch die Terminalkante getrennt ist. Die Internfacette entspricht somit der kürzesten, Lateral- und Externfacette, die fließend ineinander übergehen können, der längsten Seite des ungleichschenkligen Dreiecks. Die Schnittlinien von Facetten- und Außenflächen der Valven heißen Kanten (engl. margins), die der Facetten- und Innenflächen werden Ränder (engl. edges) genannt. Zumindest die Innenfläche zeigt in der Regel konzentrische Anwachsstreifen, die parallel zu Lateral- und Externrand verlaufen. Bei relativ deutlich ausgeprägter Marginalkante erstreckt sich an der Außenfläche, unabhängig von einer Skulpturierung, zwischen Apikal- und Marginalecke ein Rücken, der Kiel genannt wird. Die von der Kiellinie zum Symphysialrand geneigte Fläche wird Kielhang (engl. auch adharmonic slope) genannt, die zum Lateralrand abfallende Fläche wird Flankenhang genannt. Dabei kann zwischen Kiellinie und Flankenhang noch eine Flankendepression ausgebildet sein. Dieses Relief wird als Negativ von der Innenfläche nachvollzogen.
Insgesamt erinnert ein vollständig erhaltener Aptychus im Aussehen an eine klaffende Muschel. Allerdings fehlen den Aptychen charakteristische Muschelmerkmale wie das Schloss („Klappengelenk“) sowie auf den Innenseiten der Valven die Ansatznarben der Schließmuskeln und die Mantellinie.
Im Gegensatz zum aragonitischen Gehäuse der Ammoniten sind Aptychen calcitisch und daher in der Regel als Originale überliefert. Da die Erhaltung eines Aptychus gemeinsam mit dem Gehäuse in situ jedoch relativ selten ist, war zunächst vor allem die systematische Zuordnung (siehe Etymologie und Geschichte) und später die Funktion der Aptychen lange Zeit völlig unklar.

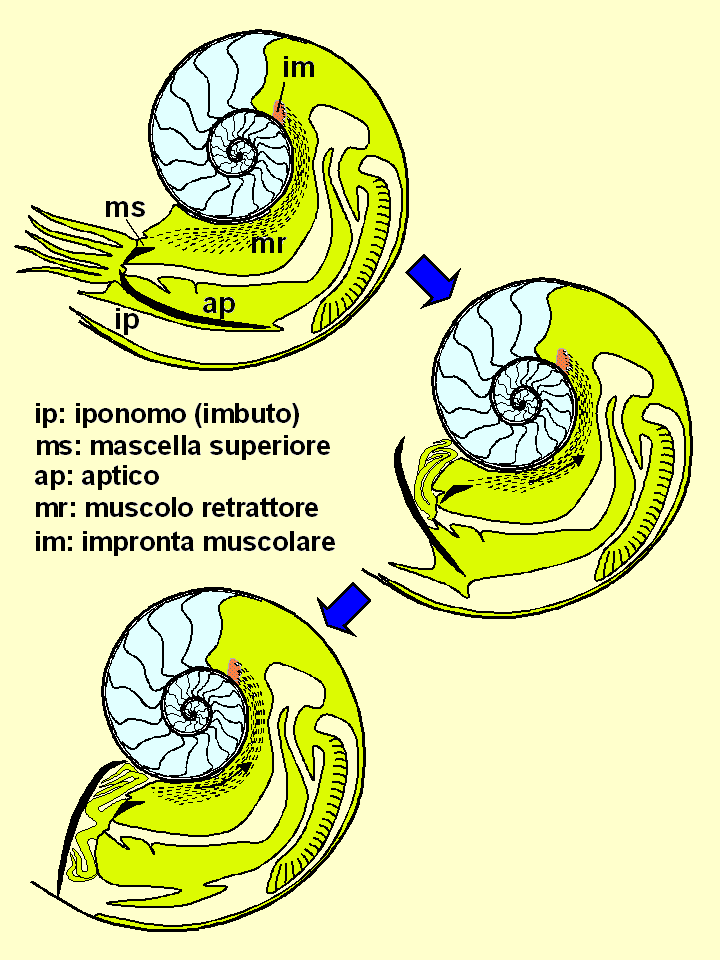
Schematische Rekonstruktion des Weichkörpers eines Ammoniten im Längsschnitt mit Darstellung des Aptychus als sowohl funktioneller Unterkiefer als auch als Gehäusedeckel; ap = Aptychus, im = Muskelansatzstelle, ip = Hyponom (Trichter), mr = Retraktormuskel (Zurückzieher), ms = Oberkiefer

Bei extrem guter Erhaltung sind Aptychen in der Wohnkammer von Ammoniten zusammen mit organischen, bisweilen schwach mineralisierten, hakenschnabelartigen Strukturen überliefert, die als obere (dorsale) Kieferelemente gedeutet werden, wobei sich zwischen beiden Reste der Radula finden können. Dies gilt als relativ zweifelsfreier Beleg dafür, dass es sich bei Aptychen anatomisch um die unteren (ventralen) Elemente des Kieferapparates von Ammoniten handelt. Zudem gilt wegen der Übereinstimmung von Größe und Form von Aptychen mit denen der Gehäusemündungen der Ammoniten, mit denen sie jeweils zusammen gefunden wurden, eine sekundäre Funktion als Operculum (Gehäusedeckel) als wahrscheinlich. Des Weiteren diskutiert wurde und wird eine sekundäre Funktion als Ballast (um die Mündung nach unten auszurichten oder um den Körperschwerpunkt des Tieres möglichst weit nach unten (ventrad) zu verlagern und so seine Stabilität in der Wassersäule zu erhöhen), als hydrodynamisches Organ für die Dämpfung der Rotationsbewegungen des Gehäuses als unerwünschter Nebeneffekt des Rückstoßantriebs oder für die Erzeugung einer turbulenten Strömung, mittels derer die Sedimentoberfläche aufgewirbelt wurde, um darauf befindliche Tiere zwecks Erbeutung in die Wassersäule zu befördern (englisch flushing), sowie eine Kombination aus primärer und/oder mehreren sekundären Funktionen. Eine bei einigen Arten festgestellte Reduktion der Oberkiefer legt nahe, dass zumindest bei diesen die Funktion des Aptychus als Unterkiefer weitgehend verloren gegangen sein dürfte und er nur noch sekundäre Funktionen, insbesondere die als Gehäusedeckel, erfüllte.

## Anaptychen
Neben den fossil gut erhaltungsfähigen calicitschen Platten besteht ein Aptychus ursprünglich auch aus einer chitinösen Struktur, auf der die beiden Platten auflagen. Diese Struktur ist manchmal als schwärzlicher Überzug auf der unskulpturierten Innenfläche der kalkigen Aptychen erhalten. Sie ist homolog den unmineralisierten, großen Unterkiefern, die von mehreren, oft prä-jurassischen Ammonoideen bekannt sind und als Anaptychen bezeichnet werden. Hierbei sind Anaptychen mit ausgeprägtem Rostrum, das heißt mit einer hakenförmigen Spitze, von solchen mit stark reduziertem Rostrum zu unterscheiden, wobei letztgenannte ausschließlich post-triassisch bekannt sind. Im engeren Sinn werden nur die unmineralisierten Unterkiefer mit stark reduziertem Rostrum als Anaptychen („Anaptychus type morphotype“) bezeichnet, während solche mit ausgeprägtem Rostrum „normale Unterkiefer“ („normal type  morphotype“) genannt werden. Da Aptychen sich durch die Reduktion des Rostrums auszeichnen, dürften sie sich von ebensolchen Anaptychen ableiten. Auch diese fungierten wahrscheinlich sekundär schon als Gehäusedeckel. Calcitische Aptychen und organische Anaptychen werden auch als Aptychen sensu lato zusammengefasst, wobei für die calcitischen Aptychen sensu stricto die Bezeichnung Diaptychen vorgeschlagen wurde.

## Systematischer Nutzen
Einschluss von Merkmalen der Aptychen in kladistische Verwandtschaftsanalysen der Neoammonoideen erbrachten, dass alle aptychentragenden Formen eine monophyletische Gruppe bilden, die Aptychophora genannt wurde. Zudem führte die Inklusion der Aptychenmerkmale zu einer besseren Auflösung der Verwandtschaftsverhältnisse innerhalb bestimmter Untergruppen der Neoammonoideen.

### Allgemein
- Ulrich Lehmann, Gero Hillmer: Wirbellose Tiere der Vorzeit. 4. neubearbeitete und erweiterte Auflage. Enke, Stuttgart 1997, ISBN 3-8274-1258-7, S. 144 f.
- Aptychen im Spektrum Online-Lexikon der Geowissenschaften